# Imperiu colonial

Regiuni care la un moment dat au aparținut unei puteri coloniale

Imperiu colonial este denumit un ansamblu de teritorii din afara Europei (denumite colonii) stăpânite de un stat european, acesta din urmă fiind denumit cu termenul de metropolă. În perioada secolelor XVI-XIX, marile puteri europene, Statele Unite ale Americii și Japonia își vor crea propriile imperii coloniale: unele mai mari (Marea Britanie, Franța, Spania), iar altele mai mici (Olanda, Belgia, Italia, Germania). Primele au fost Spania și Portugalia, care și-au format imperiile coloniale în urma marilor descoperiri geografice din secolele XV-XVI. Unele își vor pierde o parte din teritorii în favoarea celorlalte imperii coloniale (Olanda, Franța, Spania). Toate imperiile își vor pierde mare parte dintre colonii în secolul XX, la sfârșitul celui de-al Doilea Război Mondial (în timpul lui sau după război).

## Galerie de imagini

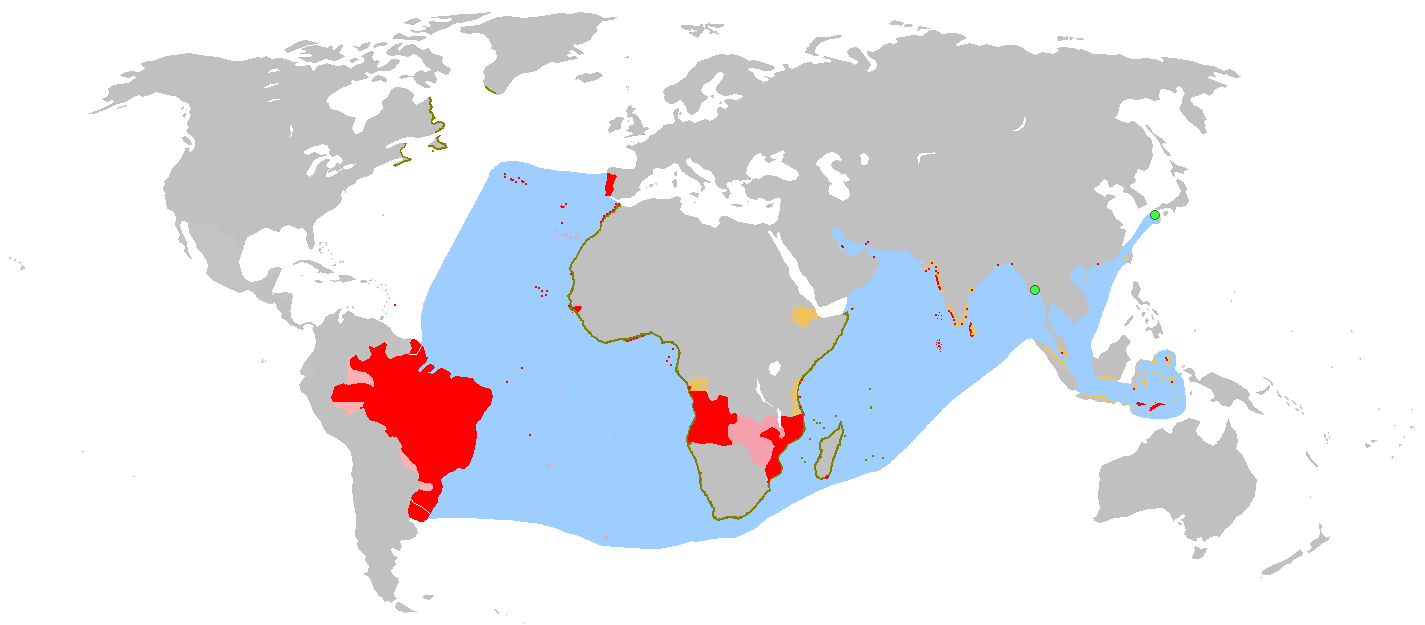
Imperiul colonial portughez
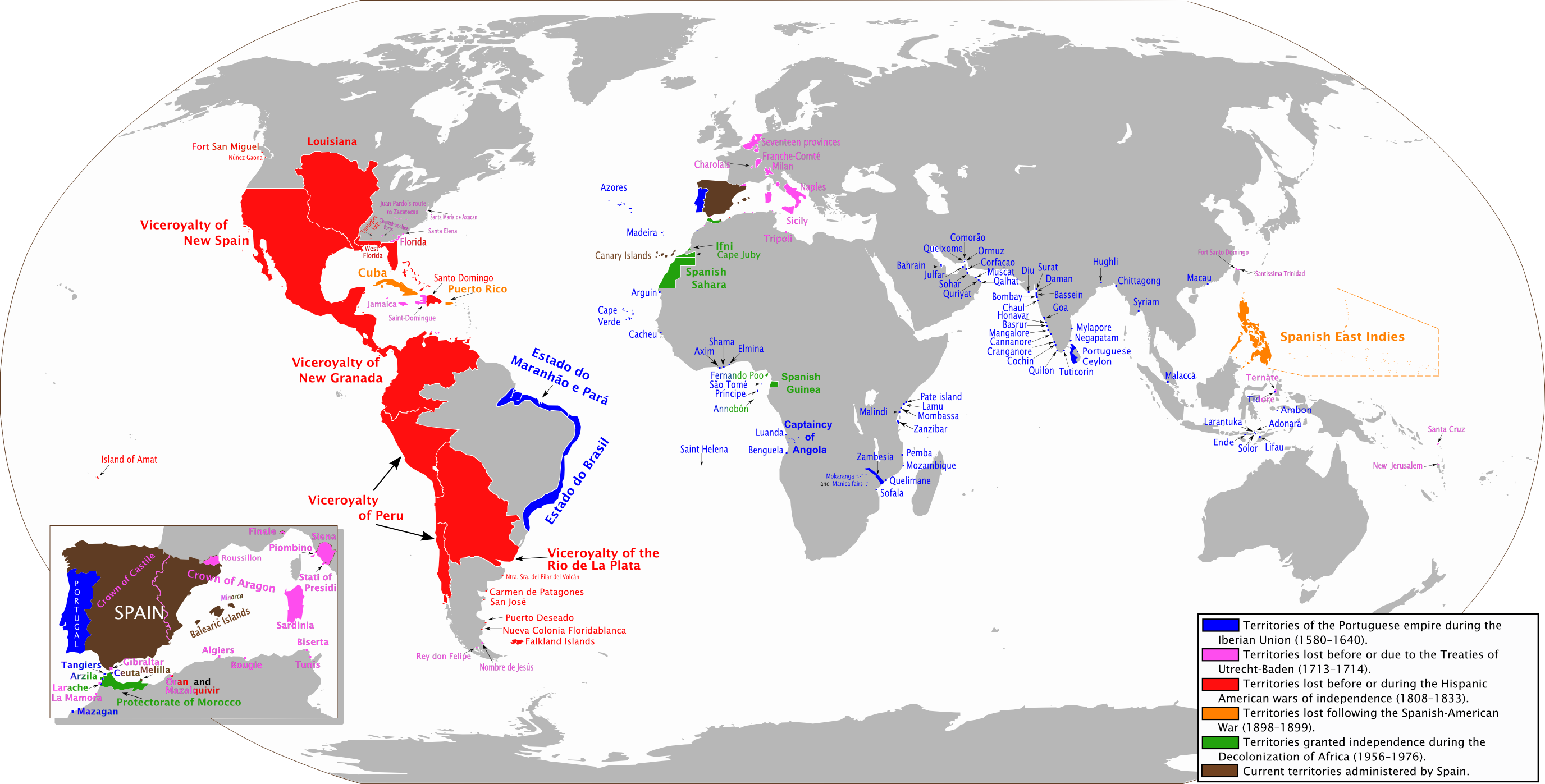
Imperiul Spaniol
Imperiul Rus
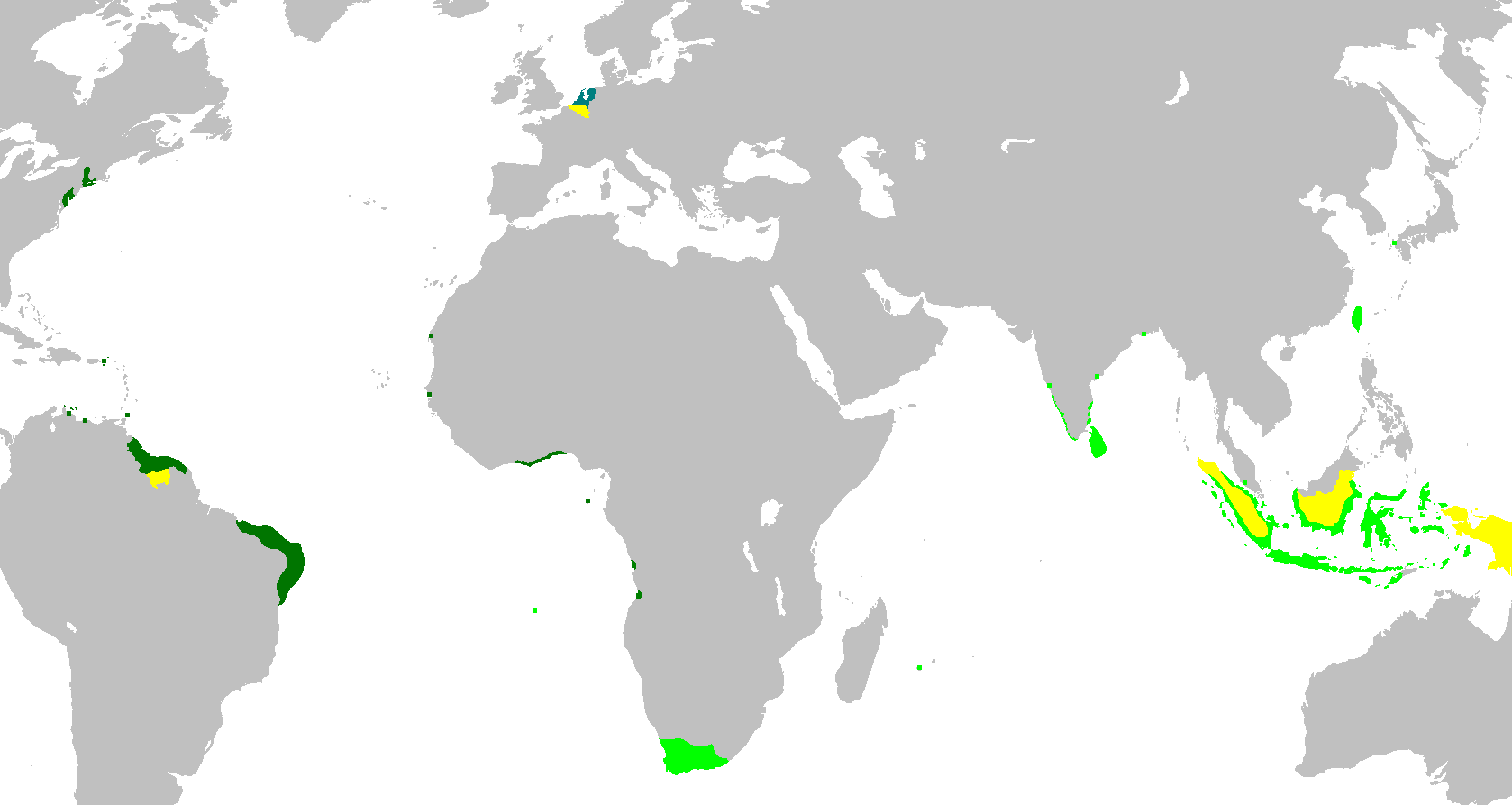
Imperiul Olandez
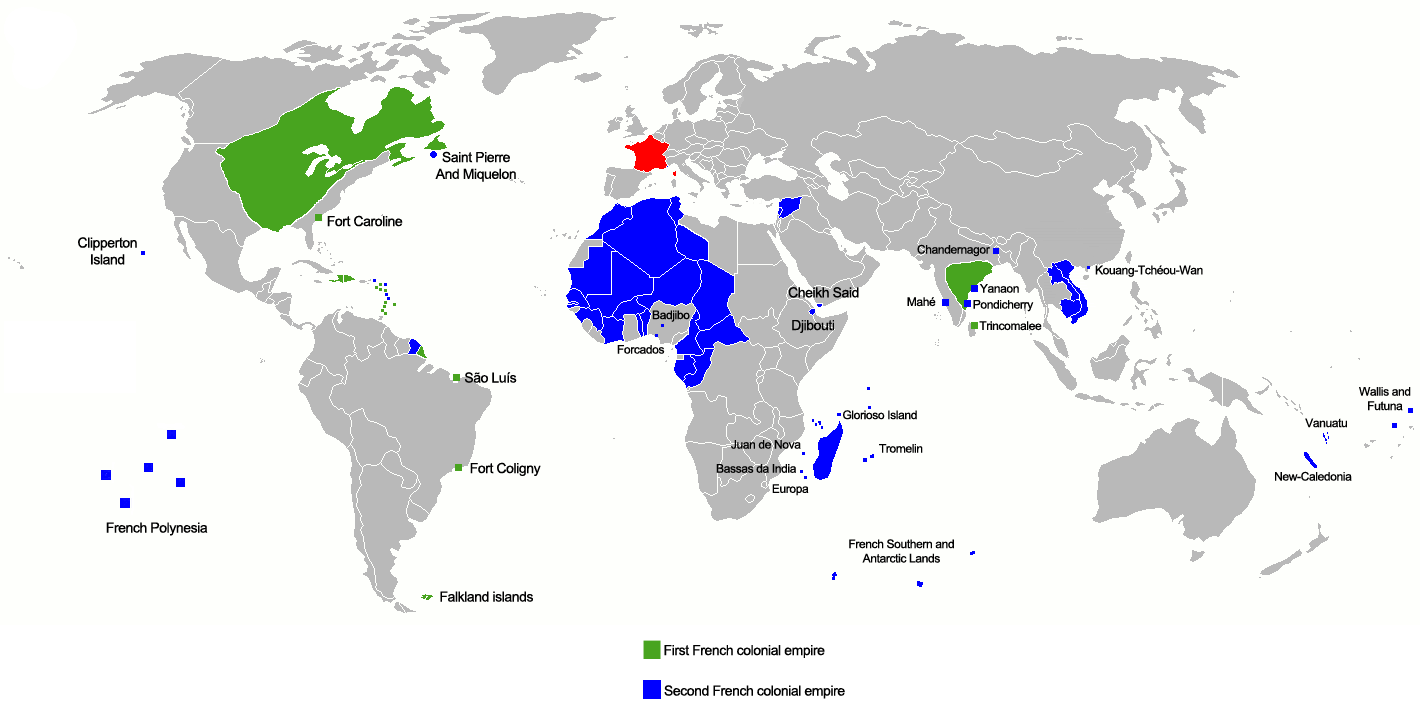
Imperiul colonial francez
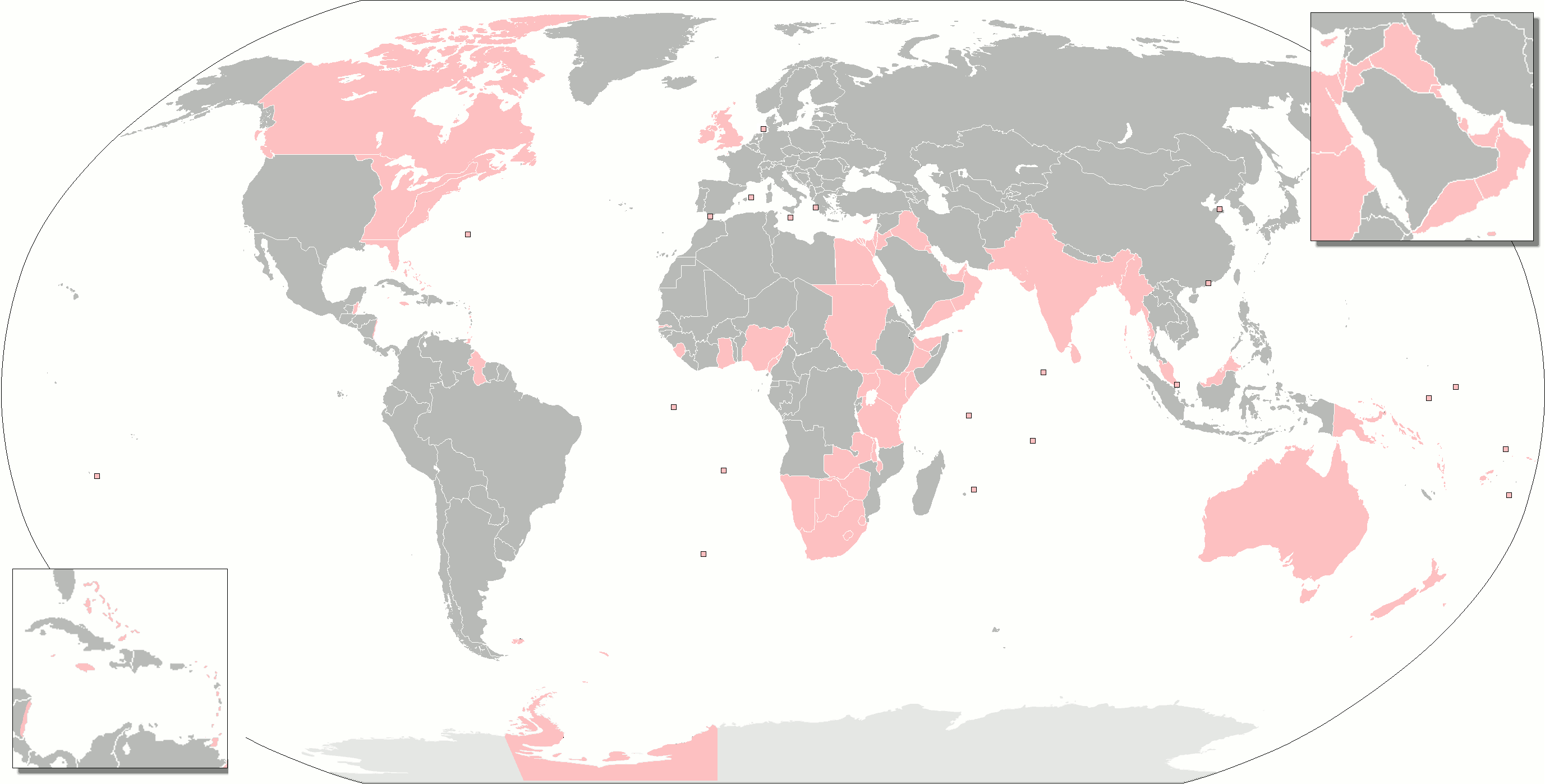
Imperiul Britanic
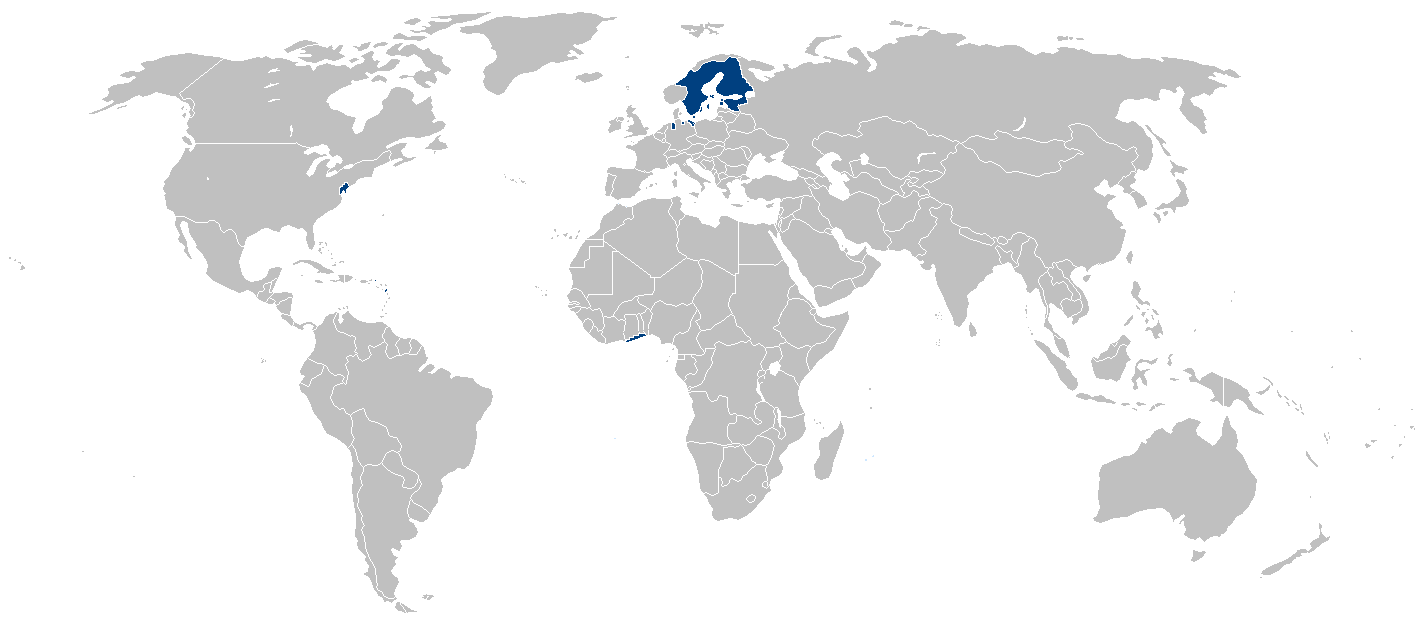
Imperiul Suedez
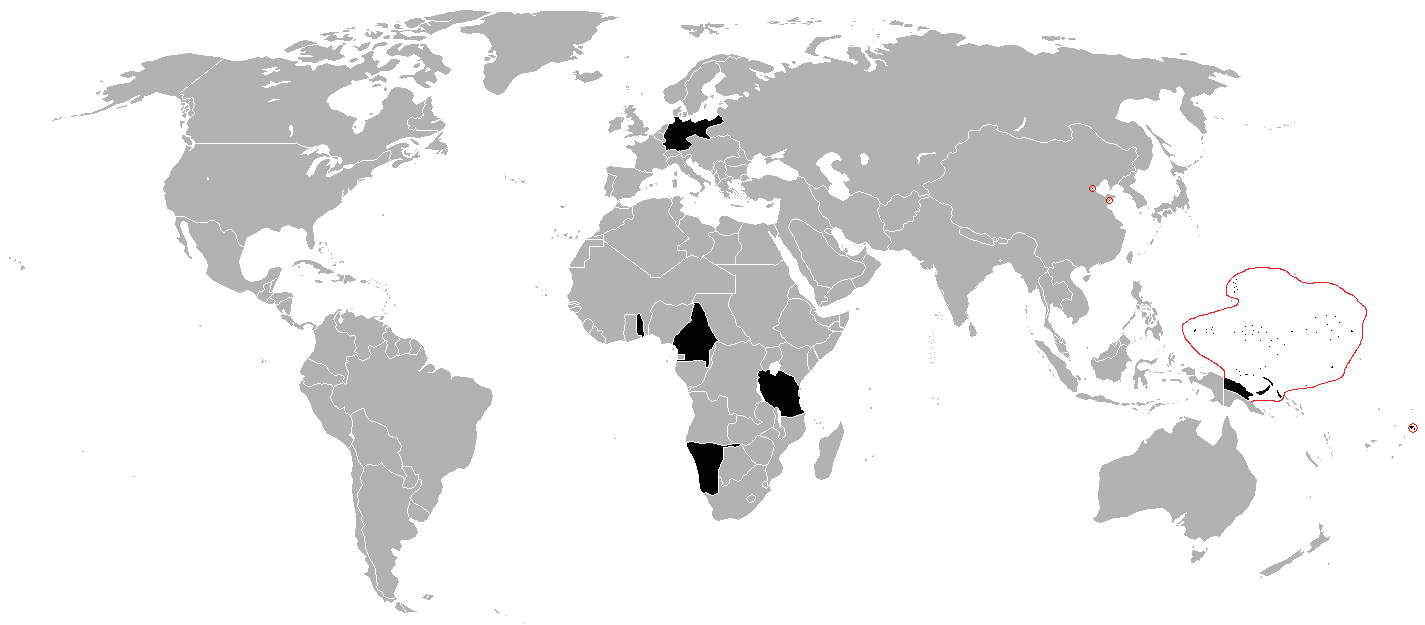
Imperiul colonial german
Imperiul colonial belgian
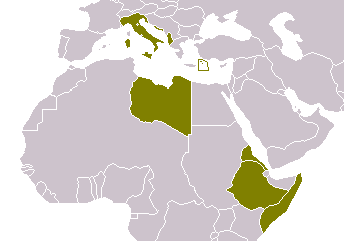
Imperiul colonial italian în 1940